# Quico Sabaté: sense destí
Quico Sabaté: sense destí és una pel·lícula de drama històric de 2022 dirigida per Sílvia Quer i escrita per Mireia Llinàs. Se centra en la lluita del maqui Francesc Sabaté Llopart (interpretat per Roger Casamajor) un cop acabada la Guerra Civil espanyola, i representa els seus remordiments i les preguntes al voltant de la causa. Està produïda per Minimal Films, Televisió de Catalunya i La Xarxa.
Es va exhibir per primer cop al BCN Film Festival i va inaugurar el Zoom Festival 2022. Es va estrenar a TV3 el 16 de gener de 2023. Va ser l'espai més vist de la nit a Catalunya, amb 388.000 espectadors, cosa que va representar un 19,5 de quota de pantalla.

## Sinopsi
Un cop acabada la guerra civil, l'anarquista Francesc Sabaté continua fent incursions a Espanya des de França per tal d'enderrocar el règim franquista. Tot i que han mort gairebé tots els seus companys de lluita, i també els seus germans, decideix baixar a Barcelona a peu juntament amb quatre guerrillers més (Antoni Miracle Guitart, Roger Madrigal Torres, Francisco Conesa Alcaraz i Martín Ruiz Montoya). Un cop a Catalunya, no tarda a veure que les coses han canviat, que la gent no està disposada a ajudar-lo com sempre i que la policia va un pas endavant.

## Repartiment
- Roger Casamajor com a Francesc Sabaté Llopart
- Biel Montoro com a Martín Ruiz
- Xavi Sáez com a Francesc Conesa
- Òscar Rabadan com a Roger Madrigal
- Oriol Vila com a Antoni Miracle
- Julio Vélez com a Eduardo Quintela
- Manel Sans com a Comisario Blázquez
- Carlus Fàbrega com a Teniente Romero
- Carme Pla com a Ágata Rabell[1]